# Xã Magnolia, Quận Harrison, Iowa
Xã Magnolia (tiếng Anh: Magnolia Township) là một xã thuộc quận Harrison, tiểu bang Iowa, Hoa Kỳ. Năm 2010, dân số của xã này là 680 người.